# 로이드 브리지스
로이드 브리지스(Lloyd Bridges, 1913년 1월 15일 ~ 1998년 3월 10일)는 미국의 배우이다. 1994년 할리우드 명예의 거리에 입성하였다. 《사인펠드》(1997) 출연 등을 통해 두 차례 프라임타임 에미상 후보에 올랐다.
보 브리지스와 제프 브리지스의 아버지이다.

## 출연 작품

### 영화
- 사하라 전차대 (1943)
- 워크 인 더 선 (1945)
- 하이 눈 (1952) - 하비 역
- 에어플레인 (1980)
- 못말리는 비행사 (1991)
- 마피아 (1998)

### 텔레비전
- 사인펠드 (1997)